# Carduelis
Carduelis – rodzaj ptaków z podrodziny łuskaczy (Carduelinae) w rodzinie łuszczakowatych (Fringillidae).

## Występowanie
Rodzaj obejmuje gatunki występujące w Eurazji i północnej Afryce.

## Morfologia
Długość ciała 10,5–13,5 cm; masa ciała 9,5–30 g.

## Systematyka

### Etymologia
Carduelis: łac. carduelis „szczygieł”, od carduus lub cardus „oset”.

### Podział systematyczny
Takson ten ostatnio przeszedł gruntowną rewizję taksonomiczną, wskutek czego szereg gatunków wyodrębniono do rodzajów Chloris, Linaria, Spinus i Acanthis. Do rodzaju należą następujące gatunki
- Carduelis carduelis (Linnaeus, 1758) – szczygieł
- Carduelis citrinella (Pallas, 1764) – osetnik zwyczajny
- Carduelis corsicana (Koenig, 1899) – osetnik korsykański